# Batagai
Batagai (russisch Батага́й; jakutisch Баатаҕай) ist eine Siedlung städtischen Typs in der Republik Sacha (Jakutien) in Russland mit 4369 Einwohnern (Stand 14. Oktober 2010).

## Geographie
Der Ort liegt etwa 670 km Luftlinie nordnordöstlich der Republikhauptstadt Jakutsk am rechten Ufer der Jana und gut 50 km ostnordöstlich der Kleinstadt Werchojansk, einem der „Kältepole der bewohnten Gebiete der Erde“.
Batagai ist Verwaltungszentrum des Ulus Werchojanski. Die Siedlung ist Sitz der Stadtgemeinde (gorodskoje posselenije) Possjolok Batagai, zu der außerdem die die Dörfer Sentatschan (170 km südöstlich) und Ust-Tscharky (130 km südöstlich, am linken Ufer der Adytscha) gehören.
Zehn Kilometer südöstlich von Batagai befindet sich eine einen Kilometer lange Absenkung, der Batagaika-Krater, der beim Auftauen des Permafrostbodens entstanden ist. Durch eine Hangrutschung freigelegt wurde eine tiefere Bodenschicht, die 2021 als mit 650.000 Jahren Alter ältester Permafrostboden erkannt wurde und nun antaut.

## Geschichte
Die Siedlung wurde 1939 im Zusammenhang mit der beginnenden Erschließung von Zinnerzvorkommen in der Umgebung gegründet. Seit 1945 besitzt Batagai den Status einer Siedlung städtischen Typs. In den 1950er-Jahren wurde der Verwaltungssitz des Ulus (Rajons) von Werchojansk nach Batagai verlegt.

### Bevölkerungsentwicklung
| Jahr | Einwohner |
| ---- | --------- |
| 1959 | 5821      |
| 1970 | 6318      |
| 1979 | 6414      |
| 1989 | 8385      |
| 2002 | 4589      |
| 2010 | 4369      |

Anmerkung: Volkszählungsdaten

## Verkehr
Batagai ist über eine asphaltierte Straße mit der 13 km südlich gelegenen Bergbausiedlung Esse-Chaija verbunden. Eine unbefestigte Straße führt das rechte Janaufer aufwärts nach Werchojansk. An das russische Straßennetz ist die Siedlung über eine nur im Winter befahrbare Piste über das Werchojansker Gebirge verbunden, die Esse-Chaija mit Topolinoje verbindet, Endpunkt einer Nebenstraße von der R504 Kolyma (M56). Von Batagai führt die Winterpiste vorwiegend auf dem Eis der Jana weiter nach Norden, zur Siedlung Ust-Kuiga, und von dort als ganzjährig befahrbare Straße nach Deputatski.
Östlich der Siedlung befindet sich ein Flughafen (IATA-Flughafencode BQJ, ICAO-Code UEBB).
Seit Juni 2015 gibt es nördlich der Siedlung ein kleines Solarkraftwerk mit einer Leistung von 1 MW. Die Stromversorgung wurde früher nur durch einen Dieselgenerator gesichert, der ständig auf Treibstoffnachschub angewiesen war. Heute arbeiten beide Systeme parallel.

## Söhne und Töchter der Siedlung
- Sergei Kubassow (1945–2004), Bildhauer und Hochschullehrer